# Li Bingjie

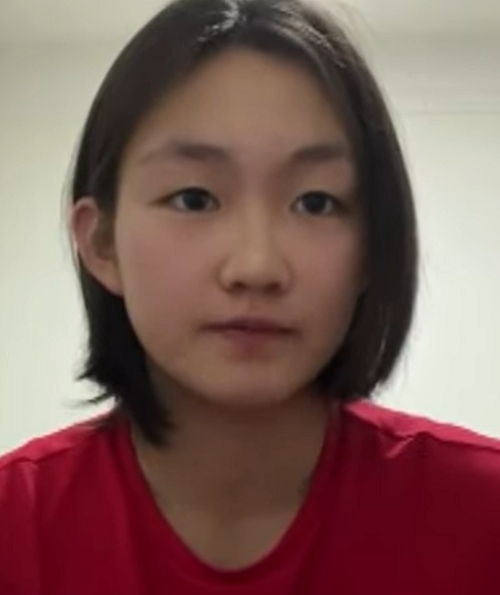
Li Bingjie (2021)

Li Bingjie (李冰潔; * 3. März 2002 in Baoding) ist eine chinesische Schwimmerin. Sie gewann bei Olympischen Spielen eine Goldmedaille und zwei Bronzemedaillen. Bei Weltmeisterschaften erhielt sie auf der 50-Meter-Bahn bis 2024 zweimal Gold, fünfmal Silber und dreimal Bronze sowie auf der 25-Meter-Bahn dreimal Gold und zweimal Bronze. Bei Asienspielen erschwamm sie sieben Goldmedaillen und vier Silbermedaillen.

## Sportliche Karriere

### Die Jahre bis 2019 mit den ersten internationalen Medaillen
Li Bingjie nahm 2015 erstmals an den chinesischen Meisterschaften teil und war im gleichen Jahr bereits im Weltcup am Start. Ende 2016 trat sie bei den Kurzbahnweltmeisterschaften in Windsor, schied aber sowohl über 400 Meter Freistil als auch über 400 Meter Lagen im Vorlauf aus.
2017 bei den Weltmeisterschaften in Budapest erkämpfte Li Bingjie über 400 Meter Freistil die Bronzemedaille hinter Katie Ledecky und Leah Smith aus den Vereinigten Staaten. Über 200 Meter Freistil schied die Chinesin im Halbfinale aus. In der 4-mal-200-Meter-Freistilstaffel gewann das Quartett aus den Vereinigten Staaten mit anderthalb Sekunden Vorsprung vor Ai Yanhan, Liu Zixuan, Zhang Yuhan und Li Bingjie, die drittplatzierten Australierinnen schlugen dreieinhalb Sekunden nach den Chinesinnen an. Über 800 Meter Freistil siegte schließlich Katie Ledecky vor Li Bingjie und Leah Smith. Bei den Chinesischen Nationalspielen 2017 siegte Li Bingjie über 400 Meter Freistil, 800 Meter Freistil und über 1500 Meter Freistil.
Im Jahr darauf bei den Asienspielen 2018 in Jakarta gewann auf den drei langen Freistildistanzen jeweils ihre Landsfrau Wang Jianjiahe vor Li Bingjie. Li Bingjie siegte auf den Einzelstrecken nur über 200 Meter Freistil. Eine zweite Goldmedaille erschwamm sie mit der 4-mal-200-Meter-Freistilstaffel. Ende 2018 fanden in Hangzhou die Kurzbahnweltmeisterschaften 2018 statt. Über 800 Meter Freistil verpasste Li Bingjie als Vierte die Medaillenränge um 1,06 Sekunden. Über 400 Meter Freistil wurde sie Dritte hinter der Australierin Ariarne Titmus und Wang Jianjiahe. Die 4-mal-200-Meter-Freistilstaffel siegte in der Besetzung Li Bingjie, Yang Junxuan, Zhang Yuhan und Wang Jianjiahe. 2019 nahm Li Bingjie zwar an den Weltmeisterschaften in Gwangju teil, schied aber in allen Einzelwettbewerben vorzeitig aus. Die 4-mal-200-Meter-Freistilstaffel lag als Vierte fast zwei Sekunden hinter den drittplatzierten Kanadierinnen.

### Die Jahre ab 2021 mit dem Olympiasieg
Bei den wegen der COVID-19-Pandemie erst 2021 ausgetragenen Olympischen Spielen in Tokio fand zunächst der Wettkampf über 400 Meter Freistil statt. Katie Ledecky, Li Bingjie und Ariarne Titmus schwammen die drei schnellsten Vorlaufzeiten. Im Finale siegte Titmus vor Ledecky, fast vier Sekunden dahinter erreichte Li Bingjie als Dritte das Ziel. Über 200 Meter, 800 Meter und über 1500 Meter Freistil schied Li Bingjie jeweils im Vorlauf aus. Die 4-mal-200-Meter-Freistilstaffel schwamm mit Tang Muhan, Zhang Yifan, Dong Jie und Li Bingjie die drittschnellste Vorlaufzeit. Im Finale verbesserten Yang Junxuan, Tang Muhan, Zhang Yufei und Li Bingjie den Weltrekord auf 7:40,33 Minuten und siegten vor dem US-Quartett und den Australierinnen, die beide ebenfalls unter dem alten Weltrekord der Australierinnen von 2019 blieben.
Bei den Chinesischen Nationalspielen 2021 wurde Li Bingjie Zweite über 400 Meter Freistil und siegte über 800 und 1500 Meter Freistil. Ende 2021 siegte Li Bingjie bei den Kurzbahnweltmeisterschaften in Abu Dhabi über 800 Meter Freistil mit dreieinhalb Sekunden Vorsprung. Über 400 Meter Freistil gewann sie mit über zwei Sekunden. In der 4-mal-200-Meter-Freistilstaffel war Li Bingjie die einzige verbliebene Olympiasiegerin. Zusammen mit Cheng Yujie, Zhu Menghui und Liu Yaxin erschwamm sie die Bronzemedaille hinter den Kanadierinnen und dem Quartett aus den Vereinigten Staaten.
2022 bei den Weltmeisterschaften in Budapest belegte die 4-mal-200-Meter-Freistilstaffel den vierten Platz mit fast einer Sekunde Rückstand auf die drittplatzierten Kanadierinnen. In den Einzelwettbewerben erreichte Li Bingjie nur über 800 Meter den Endlauf und belegte den fünften Platz. Ende 2022 bei den Kurzbahnweltmeisterschaften in Melbourne war sie zwar gemeldet, trat aber nicht an.
Ein halbes Jahr später bei den Weltmeisterschaften in Fukuoka verpasste Li Bingjie als Fünfte über 400 Meter Freistil die Medaillenränge um zwei Sekunden. Über 1500 Meter Freistil wurde sie Dritte hinter Katie Ledecky und der Italienerin Simona Quadarella. Ebenfalls Dritte wurde die 4-mal-200-Meter-Freistilstaffel mit Li Bingjie, Li Jiaping, Ai Yanhan und Liu Yaxin. Zum Abschluss ihrer Wettbewerbe wurde Li Bingjie über 800 Meter Freistil Zweite hinter Katie Ledecky und knapp vor Ariarne Titmus. Im Anschluss an die Weltmeisterschaften wurden in Chengdu die Summer World University Games 2021 nachgeholt. Li Bingjie gewann acht Goldmedaillen. Zu drei Siegen auf den Freistilstrecken ab 400 Meter aufwärts kamen Siege mit allen drei Frauenstaffeln und mit beiden Mixedstaffeln. Ab Ende September 2023 wurden in Hangzhou die Asienspiele 2022 abgehalten. Wie bei der Universiade siegte Li Bingjie auf den drei langen Freistilstrecken. Über 200 Meter Freistil wurde sie Zweite hinter Siobhan Bernadette Haughey aus Hongkong. Hinzu kamen Goldmedaillen mit beiden Freistilstaffeln.
Bei den Weltmeisterschaften 2024 in Doha wurde Li Bingjie Zweite über 400 Meter Freistil hinter der Neuseeländerin Erika Fairweather. Über 1500 Meter Freistil siegte die Italienerin Simona Quadarella vor der Chinesin. Die 4-mal-200-Meter-Freistilstaffel mit Li Bingjie, Yang Peiqi, Ai Yanhan und Gong Zhenqui gewann mit dreieinhalb Sekunden Vorsprung vor den Britinnen. Eine weitere Goldmedaille erschwamm die 4-mal-100-Meter-Mixed-Freistilstaffel mit Pan Zhanle, Wang Haoyu, Li Bingjie und Yu Yiting. Fünf Monate später bei den Olympischen Spielen in Paris verfehlte Li Bingjie als Vorlaufneunte über 400 Meter Freistil den Finaleinzug um 0,14 Sekunden. Über 200 Meter Freistil wurde sie im Halbfinale Zehnte, hier fehlten 0,20 Sekunden zum Finaleinzug. Über 1500 Meter Freistil erreichte sie das Finale und wurde Fünfte. Bei ihrem letzten Einzelstart über 800 Meter Freistil fehlten ihr als Vorlaufneunter fast fünf Sekunden auf die Vorlaufachte. Die 4-mal-200-Meter-Freisilstaffel mit Tang Muhan, Kong Yaqi, Ge Chutong und Liu Yaxin erreichte das Finale mit der drittschnellsten Vorlaufzeit. Im Endlauf schwammen Yang Junxuan, Li Bingjie, Ge Chutong und Liu Yaxin zehn Sekunden schneller als die Vorlaufstaffel und wurden Dritte hinter den Australierinnen und dem Quartett aus den Vereinigten Staaten.